# Siemens Charger
La Siemens Charger es una familia de locomotoras de pasajeros diésel-eléctricas diseñadas y fabricadas por Siemens Mobility para el mercado norteamericano.
Hay cinco variantes del Charger, diseñadas para diferentes operadores y tipos de servicio: ALC-42 para el servicio de larga distancia de Amtrak, modo dual ALC-42E para las rutas interurbanas y de larga distancia de Amtrak que dan servicio al Corredor Noreste, SC- 44 para el servicio interurbano con apoyo estatal de Amtrak o los operadores de trenes de cercanías, SCB-40 para el servicio interurbano Brightline y SCV-42 para el servicio interurbano Via Rail en Canadá.
El primer Charger, un SC-44, se presentó el 26 de marzo de 2016 y entró en servicio comercial el 24 de agosto de 2017. Le siguió el SCB-40, que inauguró el servicio Brightline el 13 de enero de 2018. El primer ALC-42 se entregó a Amtrak el 17 de junio de 2021 y entró en servicio comercial el 8 de febrero de 2022 en el Empire Builder.
El Charger a menudo se combina con los automóviles de pasajeros Venture, también construidos por Siemens, como parte de un tren.

## Historia
La primera unidad SC-44 de producción se presentó el 26 de marzo de 2016. Las dos primeras locomotoras Charger que salieron de la fábrica de Siemens en Florin, California, se transportaron al Centro de tecnología de transporte (TTC) en Pueblo, Colorado en junio de 2016 y se sometieron a pruebas de métricas de rendimiento como aceleración y frenado. Las primeras locomotoras Brightline SCB-40 se entregaron en diciembre de 2016 para someterse a pruebas en Florida.

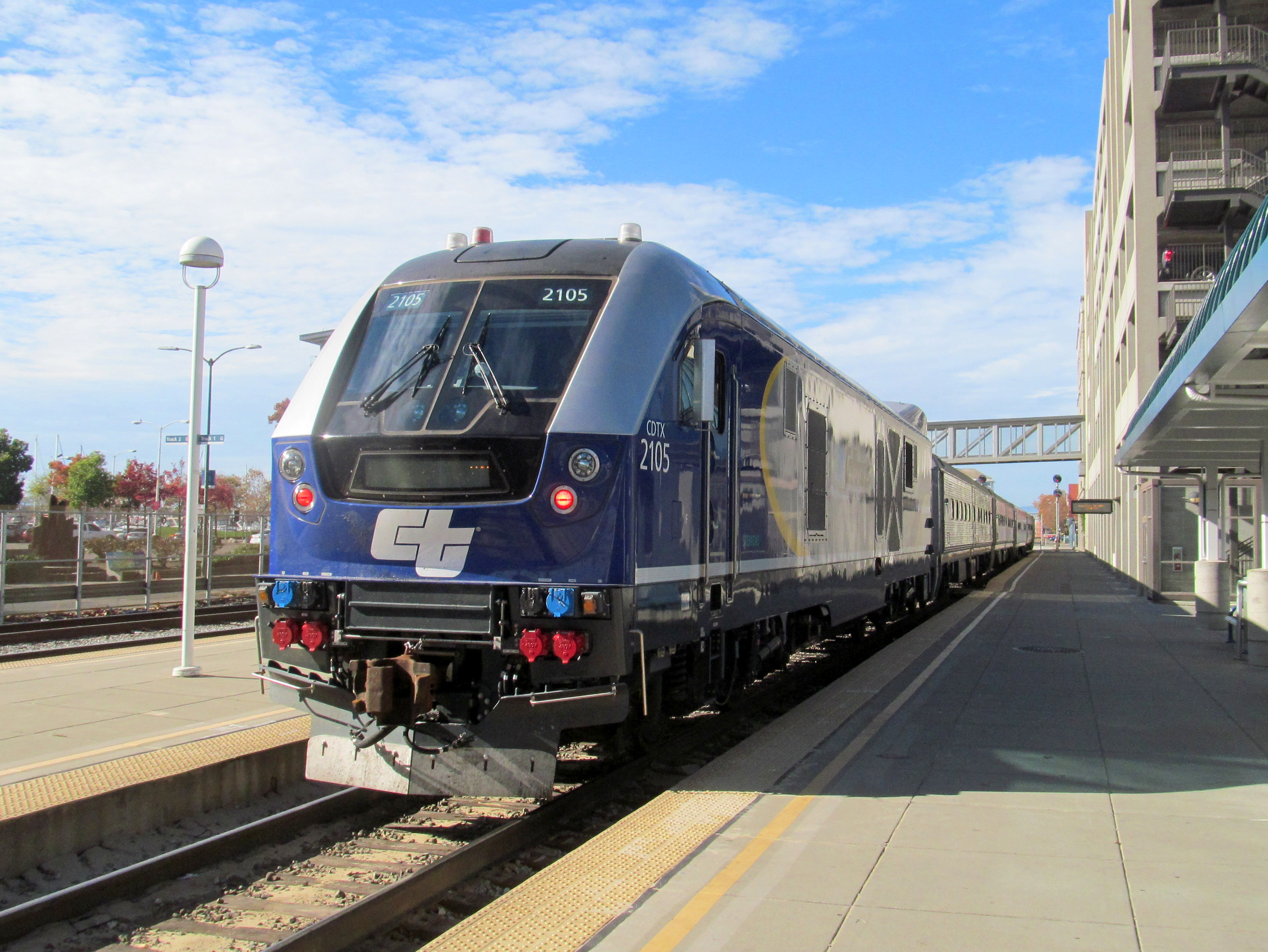
Charger de Caltrans empujando un tren San Joaquíns en la estación Oakland-Jack London Square en noviembre de 2017.

En febrero de 2017, Amtrak y el Departamento de Transporte del Estado de Washington comenzaron a probar una de las locomotoras con destino al Medio Oeste a lo largo del corredor Cascades en el Noroeste del Pacífico para obtener la certificación federal. Se realizaron pruebas adicionales en las rutas del medio oeste y el norte de California en abril y mayo. Se realizaron pruebas de hasta 217 km/h en el TTC y en el Corredor Noreste en septiembre de 2016, lo que resultó en la certificación federal para operaciones de 201 km/h.
Las pruebas de ingresos en las rutas Capitol Corridor y San Joaquins en el norte de California comenzaron el 25 de mayo de 2017. Durante estas pruebas, los trenes operaron con una segunda locomotora en caso de falla. Las unidades del norte de California fueron formalmente aceptadas y aprobadas para el servicio individual el 23 de octubre de 2017. El SC-44 ingresó a las pruebas de ingresos en las rutas del Medio Oeste en julio de 2017, y el servicio en solitario comenzó en un tren del Hiawatha Service el 24 de agosto de 2017. El servicio de ingresos en la ruta Cascades comenzó en noviembre de 2017.
Brightline inició operaciones de ingresos con sus locomotoras SCB-40 el 13 de enero de 2018. Los primeros cargadores para MARC comenzaron a probarse ese mes y el servicio de ingresos comenzó el 5 de abril de 2018. Las pruebas previas a los ingresos comenzaron en Pacific Surfliner en octubre de 2018; el servicio comenzó más tarde ese año.
El primer ALC-42 para los trenes de larga distancia de Amtrak se puso en servicio en el Empire Builder en dirección oeste el 8 de febrero de 2022 después de extensas pruebas en el Medio Oeste y en la ruta del Empire Builder. De las 2 unidades en el servicio inaugural, una era la unidad "Día Uno" #301 de Amtrak.

## Diseño
El Charger está propulsado por un motor diésel de alta velocidad Cummins QSK95 de 16 cilindros y 4 tiempos, que cumple con los estándares de emisiones Tier 4 más estrictos de la Agencia de Protección Ambiental de Estados Unidos que entraron en vigor en 2015. La potencia de salida varía según el modelo: el SCB-40 produce 4000 hp (3000 kW), el SC-44 produce 4400 hp (3300 kW) y tanto el SCV-42 como el ALC-42 producen 4200 hp (3100 kW). La velocidad máxima en servicio es de 201 km/h.

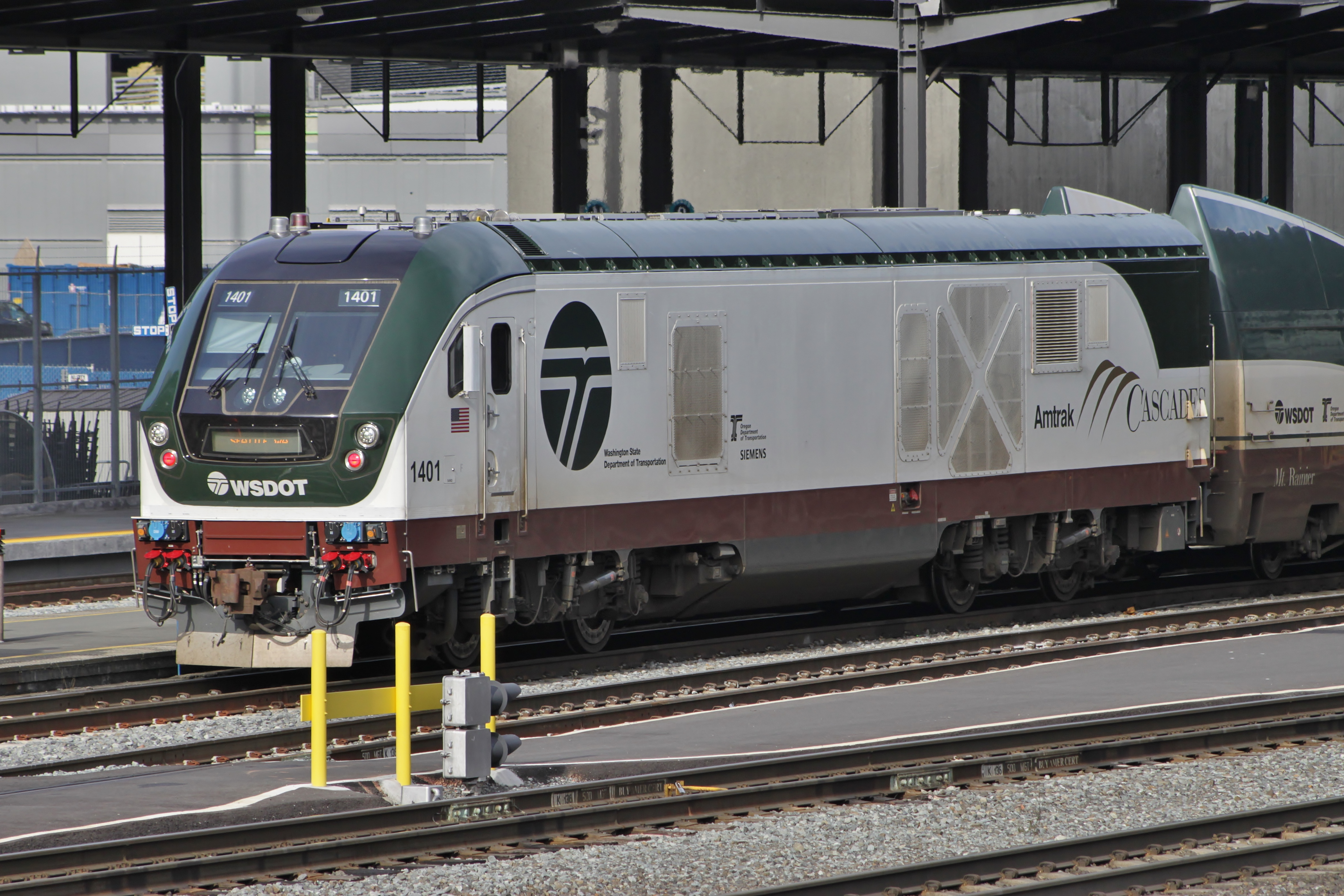
Charger de Amtrak en Seattle.

La locomotora comparte gran parte de su diseño general con las locomotoras diésel y eléctricas Siemens Vectron utilizadas en Europa y la locomotora eléctrica Siemens ACS-64 construida para Amtrak.
Cuatro transistores IGBT llevan corriente eléctrica a cada uno de los cuatro motores de tracción de CA. Un inversor estático fuera del motor primario principal suministra energía de cabecera (HEP). La locomotora también cuenta con frenado dinámico con capacidad regenerativa, lo que permite que la locomotora desvíe la energía generada por el frenado dinámico lejos de las rejillas de resistencia hacia HEP y las demandas de energía auxiliar de la locomotora a bordo.
En respuesta a una solicitud de información de Ferrocarril Metro–North de 2013, Siemens dijo que sería capaz de producir una variante de modo dual del cargador con almacenamiento de energía a bordo para uso de Metro-North y el Ferrocarril de Long Island, así como servicio interurbano en Empire Corridor de Amtrak.
Los SC-44 de California tienen "alerones" aerodinámicos en la parte trasera de sus techos que coinciden con la altura de los autos California y Surfliner de dos niveles.
Los Charger compiten con otras locomotoras compatibles con Tier 4, como la EMD F125 y la MPI MPXpress MP54AC. Sin embargo, a diferencia de los Charger, tanto el F125 como el MP54AC han tenido problemas para encontrar clientes y han vendido menos de 50 unidades cada uno.

## Operadores
| Operador                                            | Modelo  | Pedidos | Notas |
| --------------------------------------------------- | ------- | ------- | --- |
| Altamont Corridor Express                           | SC-44   | 4       | |
| Amtrak                                              | ALC-42  | 125     | |
| Amtrak                                              | ALC-42E | 65      | Para uso en los servicios del Corredor Noreste. Opciones para comprar 10 locomotoras adicionales. |
| Amtrak Midwest                                      | SC-44   | 33      | |
| Brightline                                          | SCB-40  | 21      | |
| Departamento de Transporte de California            | SC-44   | 24      | 2101-2108, 2123-2124 operan en Capitol Corridor y San Joaquins. 2109–2122 operan en el Pacific Surfliner. |
| Coaster                                             | SC-44   | 9       | 5 unidades en servicio, 4 en orden para ser entregadas en 2023. |
| Exo                                                 | N/A     | 10      | |
| MARC                                                | SC-44   | 8       | |
| Ferrocarril Metro–North                             | SC-42DM | 33      | 19 como parte de la orden base de Metro-North, luego se ejercieron otros 8 para un total de 27. 6 unidades adicionales financiadas y optadas por el Departamento de Transporte de Connecticut, lo que eleva el pedido total a 33. Opciones para comprar 32 locomotoras MNRR adicionales, junto con 20 (14 restantes) locomotoras para ConnDOT, 25 para NYSDOT y 60 para LIRR |
| Ontario Northland                                   | N/A     | 3       | |
| Via Rail                                            | SCV-42  | 32      | Para uso en servicios de Corredor. |
| Departamento de Transporte del Estado de Washington | SC-44   | 10      | 1400, 1401, 1403-1408 operan en el Amtrak Cascades. 1402 descarrilado. 2 para ser entregados en 2026. |
| Total                                               | Total   | 377     | |